# ATP Firenze 1979
L'ATP Firenze 1979 è stato un torneo di tennis giocato sulla terra rossa. È stata la 7ª edizione dell'ATP Firenze che fa parte del Colgate-Palmolive Grand Prix 1979. Si è giocato a Firenze in Italia dal 14 al 20 maggio 1979.

## Campioni

### Singolare
Raúl Ramírez ha battuto in finale  Karl Meiler con il punteggio di 6–4, 1–6, 3–6, 7–5, 6–0

### Doppio
Paolo Bertolucci /  Adriano Panatta hanno battuto in finale  Ivan Lendl /  Pavel Složil con il punteggio di 6–4, 6–3